# Einband-Weltmeisterschaft 1977

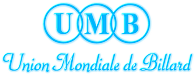
Logo UMB (ausrichtender Verband)

Veranstaltungsort: Rotterdam

Die Einband-Weltmeisterschaft 1977 war das achte Turnier in dieser Disziplin des Karambolagebillards und fand vom 28. April bis zum 1. Mai 1977 in Rotterdam, in der niederländischen Provinz Zuid-Holland, statt. Es war die erste Einband-Weltmeisterschaft in den Niederlanden.

## Geschichte
Erstmals hatte mit Dieter Müller ein Deutscher die Chance auf einen Medaillenplatz bei einer Einband-Weltmeisterschaft. Vor dem letzten Durchgang musste der ungeschlagene und schon feststehende Weltmeister Raymond Ceulemans gegen Christ van der Smissen und Müller gegen Emile Wafflard spielen. Bei einem eigenen Sieg und einem erwarteten Sieg von Ceulemans wäre er Vize-Weltmeister. Es kam aber anders. Van der Smissen gewann überraschend klar mit 200:158 in 14 Aufnahmen gegen Ceulemans und Müller verlor knapp gegen Wafflard mit 191:200 in 18 Aufnahmen. Als kleinen Trost konnte er den deutschen Rekord im Generaldurchschnitt (GD) auf 8,54 verbessern.

## Modus
Gespielt wurde in einer Finalrunde „Jeder gegen Jeden“ bis 200 Punkte.

## Abschlusstabelle

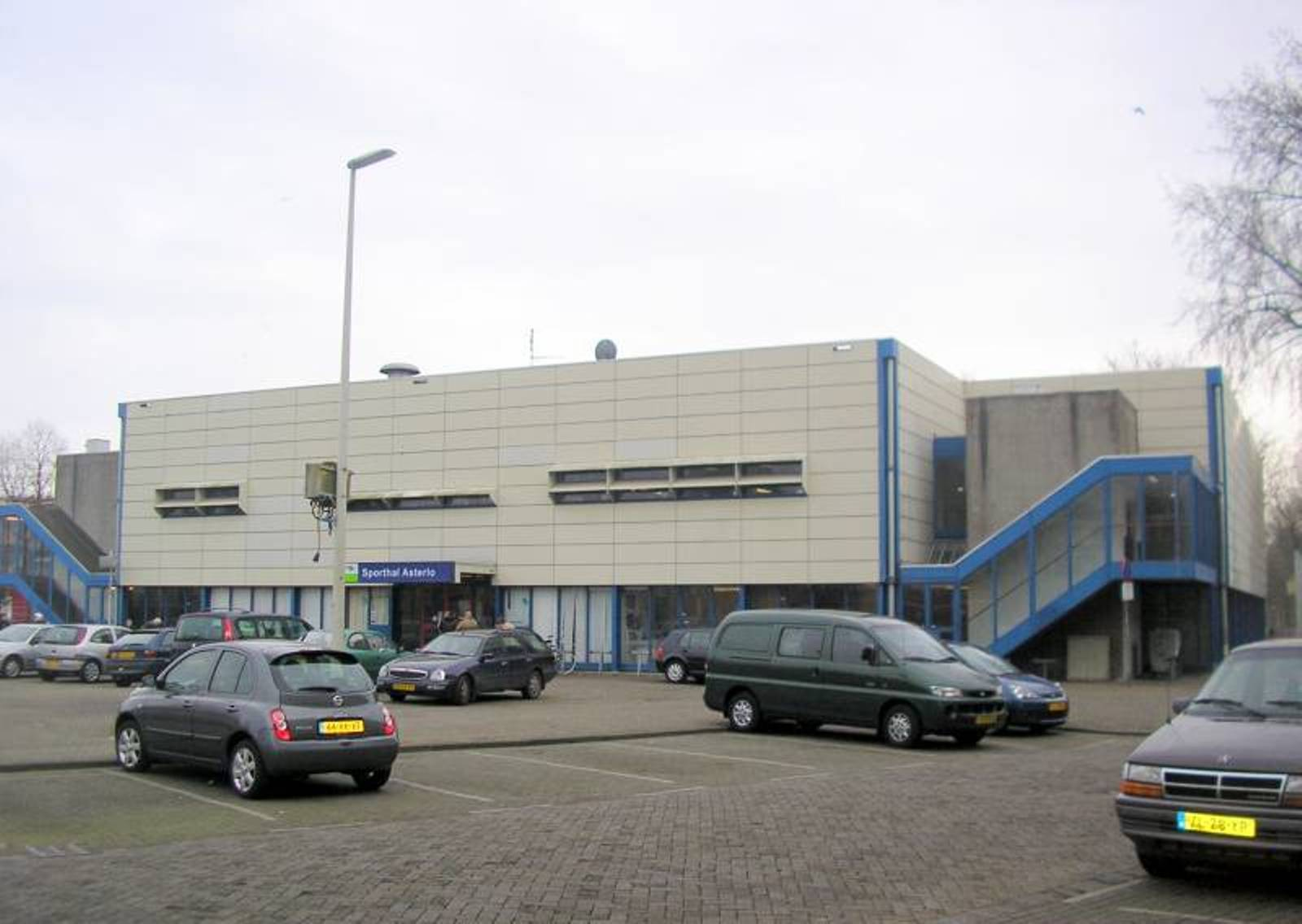
Sporthalle Asterlo

| MP    | Match Points (Sieger = 2; Unentschieden = 1; Verlierer = 0) |
| Pkte. | Erzielte Karambolagen                                       |
| Aufn. | Benötigte Versuche                                          |
| GD    | Generaldurchschnitt                                         |
| BED   | Bester Einzeldurchschnitt eines Spielers                    |
| HS    | Höchstserie                                                 |
|       | Bester GD des Turniers                                      |
|       | Bester ED des Turniers                                      |
|       | Beste HS des Turniers                                       |
|       | 1. Platz (Gold)                                             |
|       | 2. Platz (Silber)                                           |
|       | 3. Platz (Bronze)                                           |

| Platz                     | Name                   | MP   | Pkte | Aufn. | GD    | BED   | HS |
| ------------------------- | ---------------------- | ---- | ---- | ----- | ----- | ----- | -- |
| 1                         | Raymond Ceulemans      | 12:2 | 1358 | 99    | 13,71 | 18,18 | 97 |
| 2                         | Christ van der Smissen | 11:3 | 1303 | 134   | 9,72  | 14,28 | 59 |
| 3                         | Emile Wafflard         | 9:5  | 1271 | 148   | 8,58  | 12,50 | 65 |
| 4                         | Dieter Müller          | 8:6  | 1179 | 138   | 8,54  | 10,00 | 47 |
| 5                         | Johann Scherz          | 6:8  | 1083 | 122   | 8,87  | 15,38 | 70 |
| 6                         | Nobuaki Kobayashi      | 4:10 | 828  | 128   | 6,46  | 11,76 | 59 |
| 7                         | Osvaldo Berardi        | 4:10 | 1024 | 177   | 5,78  | 6,06  | 47 |
| 8                         | Piet Vet               | 2:12 | 1063 | 172   | 6,18  | 7,69  | 37 |
| Turnierdurchschnitt: 8,14 |                        |      |      |       |       |       |    |